# Parisot (Tarn)
Pour les articles homonymes, voir Parisot.
Parisot est une commune française située dans l'ouest du département du Tarn, en région Occitanie. Sur le plan historique et culturel, la commune est dans le Gaillacois, un pays qui doit sa notoriété à la qualité de ses vins.
Exposée à un climat océanique altéré, elle est drainée par le Rieu Vergnet, le ruisseau des Rodes, le ruisseau d'Avignon, le ruisseau de la Pimpe, le ruisseau de Parisot et par divers autres petits cours d'eau. La commune possède un patrimoine naturel remarquable composé de trois zones naturelles d'intérêt écologique, faunistique et floristique.
Parisot est une commune rurale qui compte 1 009 habitants en 2022, après avoir connu une forte hausse de la population depuis 1975.  Elle fait partie de l'aire d'attraction de Toulouse. Ses habitants sont appelés les Parisotains ou  Parisotaines.

## Géographie

### Localisation
Commune située à 13 kilomètres au sud de Gaillac dans la vallée du Tarn. Le village bien que situé à 10 kilomètres des principaux villages environnants est situé à moins de 5 kilomètres de l'autoroute A68 la reliant à Albi et Toulouse.

### Communes limitrophes
Parisot est limitrophe de huit autres communes.
Les communes limitrophes sont  Giroussens, Loupiac, Montans, Peyrole, Puybegon et Saint-Gauzens.
| Loupiac               | Montans    | Peyrole       |
| Rabastens             | Parisot    | Puybegon      |
| Coufouleux (sur 50 m) | Giroussens | Saint-Gauzens |

### Géologie et relief
La superficie de la commune est de 2 899 hectares ; son altitude varie de 115  à   296 mètres.
Parisot occupe une position attractive en marge de la vallée du Tarn, principale porte d'accès au département.

### Voies de communication et transports
La commune est bien desservie par le réseau routier : traversée par la RD 87 Gaillac-Lavaur, et longée au nord par l'A68 accessible en 5 minutes depuis les échangeurs de Montans et de Couffouleux. La RD 19 traverse également le village et permet de rejoindre Graulhet ou Rabastens.
La ligne 710 du réseau régional liO assure la desserte de la commune, en la reliant à Gaillac et à Lavaur ainsi que le réseau Tarn'bus.

### Hydrographie
La commune est dans le bassin de la Garonne, au sein du bassin hydrographique Adour-Garonne. Elle est drainée par le Rieu Vergnet, le ruisseau des Rodes, le ruisseau d'Avignon, le ruisseau de la Pimpe, le ruisseau de Parisot, le ruisseau de la Rouquette, le ruisseau de la Sainte Prime, le ruisseau de Minique, le ruisseau des Faigués et par divers petits cours d'eau, qui constituent un réseau hydrographique de 32 km de longueur totale,.
Le Rieu Vergnet, d'une longueur totale de 11,4 km, prend sa source dans la commune et s'écoule du sud-est vers le nord-ouest. Il traverse la commune et se jette dans le Tarn à Coufouleux, après avoir traversé 4 communes.

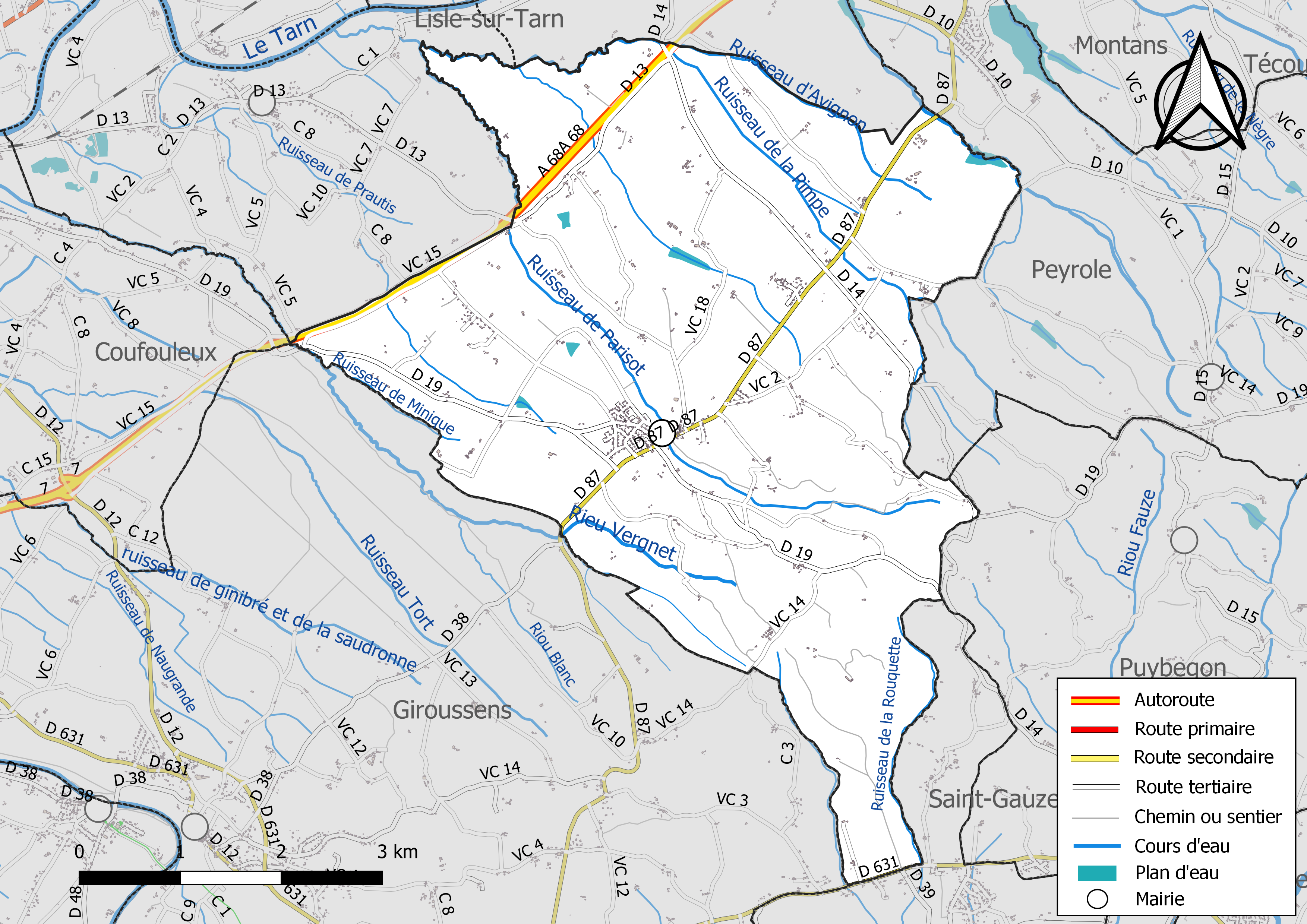
Réseaux hydrographique et routier de Parisot.

Le ruisseau des Rodes, d'une longueur totale de 11,8 km, prend sa source dans la commune de Peyrole et s'écoule du sud-est vers le nord-ouest. Il traverse la commune et se jette dans le Tarn à Lisle-sur-Tarn, après avoir traversé 4 communes.

### Climat
Pour des articles plus généraux, voir Climat de l'Occitanie et Climat du Tarn.
En 2010, le climat de la commune est de type climat du Bassin du Sud-Ouest, selon une étude du Centre national de la recherche scientifique s'appuyant sur une série de données couvrant la période 1971-2000. En 2020, Météo-France publie une typologie des climats de la France métropolitaine dans laquelle la commune est exposée à un climat océanique altéré et est dans la région climatique Aquitaine, Gascogne, caractérisée par une pluviométrie abondante au printemps, modérée en automne, un faible ensoleillement au printemps, un été chaud (19,5 °C), des vents faibles, des brouillards fréquents en automne et en hiver et des orages fréquents en été (15 à 20 jours).
Pour la période 1971-2000, la température annuelle moyenne est de 13,2 °C, avec une amplitude thermique annuelle de 15,9 °C. Le cumul annuel moyen de précipitations est de 748 mm, avec 9,3 jours de précipitations en janvier et 5,2 jours en juillet. Pour la période 1991-2020, la température moyenne annuelle observée sur la station météorologique de Météo-France la plus proche, « Lavaur », sur la commune de Lavaur à 11 km à vol d'oiseau, est de 13,6 °C et le cumul annuel moyen de précipitations est de 701,8 mm. 
La température maximale relevée sur cette station est de 42,6 °C, atteinte le 23 août 2023 ; la température minimale est de −18 °C, atteinte le 17 janvier 1987,,.
Les paramètres climatiques de la commune ont été estimés pour le milieu du siècle (2041-2070) selon différents scénarios d'émission de gaz à effet de serre à partir des nouvelles projections climatiques de référence DRIAS-2020. Ils sont consultables sur un site dédié publié par Météo-France en novembre 2022.

### Milieux naturels et biodiversité

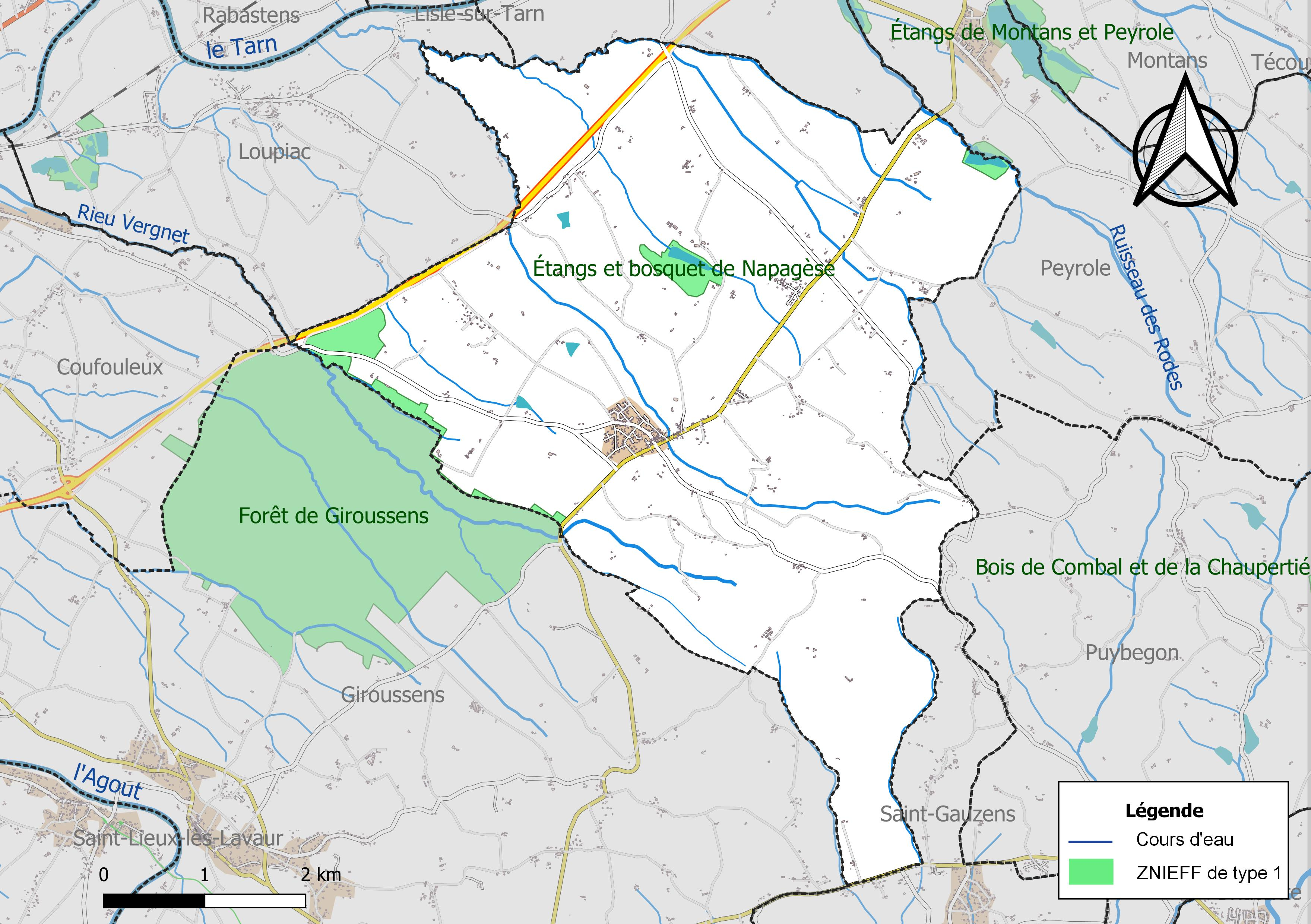
Carte des ZNIEFF de type 1 localisées sur la commune.

L’inventaire des zones naturelles d'intérêt écologique, faunistique et floristique (ZNIEFF) a pour objectif de réaliser une couverture des zones les plus intéressantes sur le plan écologique, essentiellement dans la perspective d’améliorer la connaissance du patrimoine naturel national et de fournir aux différents décideurs un outil d’aide à la prise en compte de l’environnement dans l’aménagement du territoire.
Trois ZNIEFF de type 1 sont recensées sur la commune :
- les « étangs de Montans et Peyrole » (91 ha), couvrant 3 communes du département[15] ;
- les « étangs et bosquet de Napagèse » (22 ha)[16] ;
- la « forêt de Giroussens » (761 ha), couvrant 3 communes du département[17] ;

## Urbanisme

### Typologie
Au 1er janvier 2024, Parisot est catégorisée commune rurale à habitat dispersé, selon la nouvelle grille communale de densité à sept niveaux définie par l'Insee en 2022.
Elle est située hors unité urbaine. Par ailleurs la commune fait partie de l'aire d'attraction de Toulouse, dont elle est une commune de la couronne,. Cette aire, qui regroupe 527 communes, est catégorisée dans les aires de 700 000 habitants ou plus (hors Paris),.

### Occupation des sols
L'occupation des sols de la commune, telle qu'elle ressort de la base de données européenne d’occupation biophysique des sols Corine Land Cover (CLC), est marquée par l'importance des territoires agricoles (87,5 % en 2018), en diminution par rapport à 1990 (88,5 %). La répartition détaillée en 2018 est la suivante : 
terres arables (54,9 %), zones agricoles hétérogènes (23,7 %), forêts (11,5 %), prairies (7,4 %), cultures permanentes (1,6 %), zones urbanisées (1 %). L'évolution de l’occupation des sols de la commune et de ses infrastructures peut être observée sur les différentes représentations cartographiques du territoire : la carte de Cassini (XVIIIe siècle), la carte d'état-major (1820-1866) et les cartes ou photos aériennes de l'IGN pour la période actuelle (1950 à aujourd'hui).

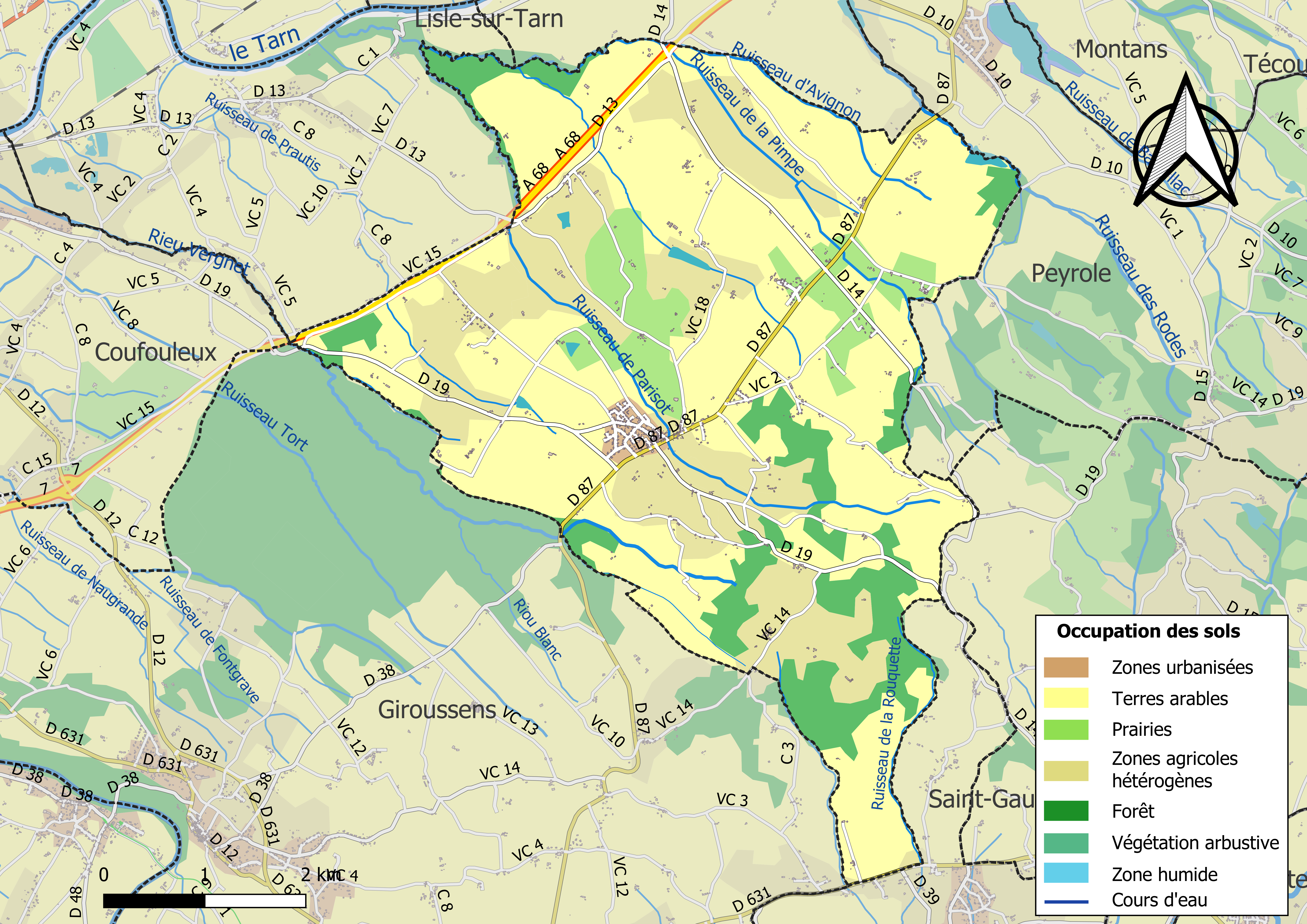
Carte des infrastructures et de l'occupation des sols de la commune en 2018 (CLC).

### Risques majeurs
Le territoire de la commune de Parisot est vulnérable à différents aléas naturels : météorologiques (tempête, orage, neige, grand froid, canicule ou sécheresse), inondations, feux de forêts, mouvements de terrains et séisme (sismicité très faible). Il est également exposé à un risque technologique,  le transport de matières dangereuses. Un site publié par le BRGM permet d'évaluer simplement et rapidement les risques d'un bien localisé soit par son adresse soit par le numéro de sa parcelle.

#### Risques naturels
Certaines parties du territoire communal sont susceptibles d’être affectées par le risque d’inondation par débordement de cours d'eau, notamment le ruisseau des Rodes et le Rieu Vergnet. La cartographie des zones inondables en ex-Midi-Pyrénées réalisée dans le cadre du XIe Contrat de plan État-région, visant à informer les citoyens et les décideurs sur le risque d’inondation, est accessible sur le site de la DREAL Occitanie. La commune a été reconnue en état de catastrophe naturelle au titre des dommages causés par les inondations et coulées de boue survenues en 1982, 1996 et 1997,.
Parisot est exposée au risque de feu de forêt. En 2022, il n'existe pas de Plan de Prévention des Risques incendie de forêt (PPRif). Le débroussaillement aux abords des maisons constitue l’une des meilleures protections pour les particuliers contre le feu,.

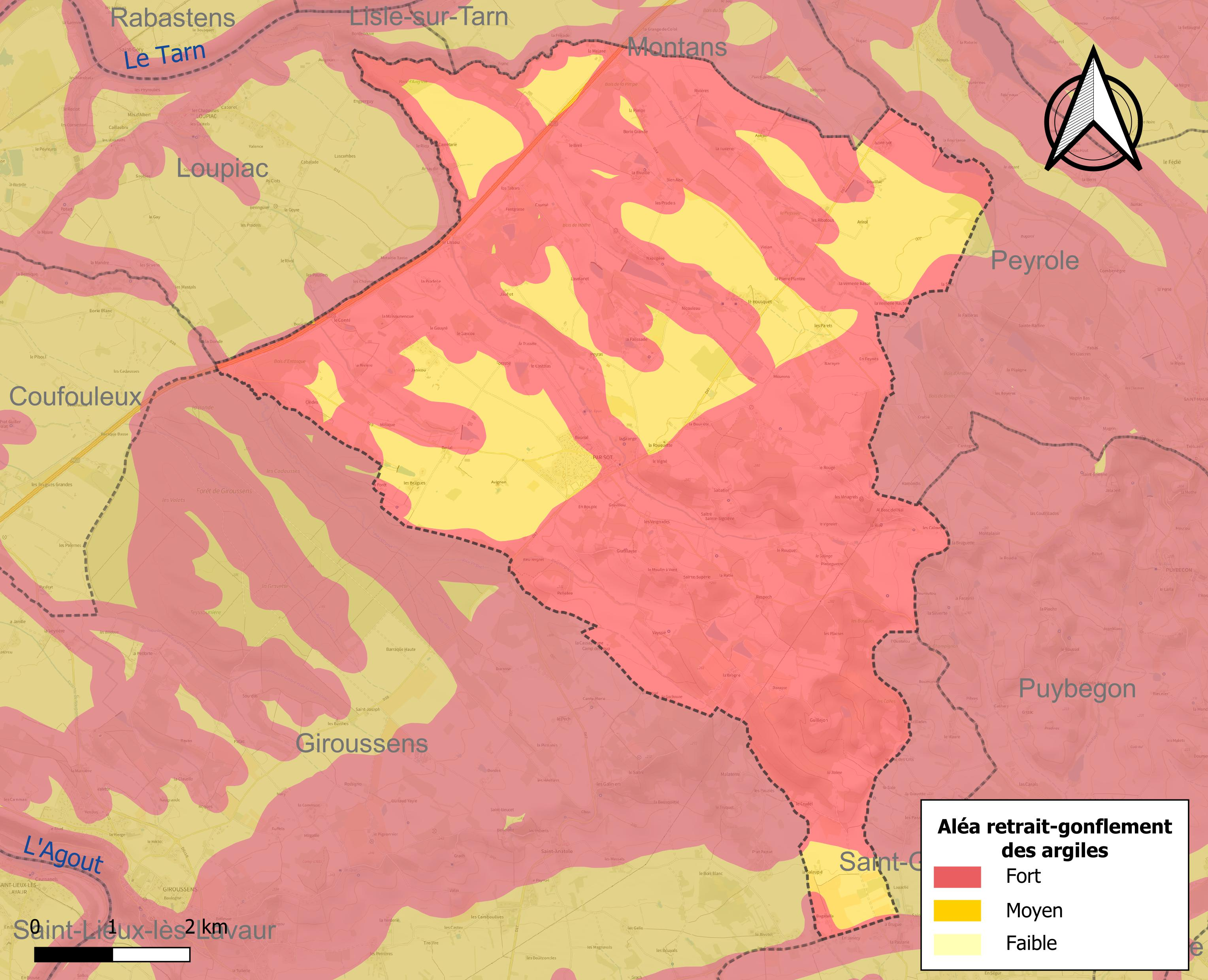
Carte des zones d'aléa retrait-gonflement des sols argileux de Parisot.

La commune est vulnérable au risque de mouvements de terrains constitué principalement du retrait-gonflement des sols argileux. Cet aléa est susceptible d'engendrer des dommages importants aux bâtiments en cas d’alternance de périodes de sécheresse et de pluie. La totalité de la commune est en aléa moyen ou fort (76,3 % au niveau départemental et 48,5 % au niveau national). Sur les 404 bâtiments dénombrés sur la commune en 2019, 404 sont en aléa moyen ou fort, soit 100 %, à comparer aux 90 % au niveau départemental et 54 % au niveau national. Une cartographie de l'exposition du territoire national au retrait gonflement des sols argileux est disponible sur le site du BRGM,.
Par ailleurs, afin de mieux appréhender le risque d’affaissement de terrain, l'inventaire national des cavités souterraines permet de localiser celles situées sur la commune.

#### Risques technologiques
Le risque de transport de matières dangereuses sur la commune est lié à sa traversée par des infrastructures routières ou ferroviaires importantes ou la présence d'une canalisation de transport d'hydrocarbures. Un accident se produisant sur de telles infrastructures est susceptible d’avoir des effets graves sur les biens, les personnes ou l'environnement, selon la nature du matériau transporté. Des dispositions d’urbanisme peuvent être préconisées en conséquence.

## Histoire

### Héraldique
| Blason de Parisot | Blason  | Écartelé : au premier d'azur semé de fleurs de lys d'or, au franc-quartier de sable chargé d'un pairle d'or, au second de gueules à quatre otelles d'argent adossées et posées en sautoir, au troisième de gueules à un lion à la queue fourchée en sautoir d'argent, au quatrième d'or à trois pals de gueules. |
| Blason de Parisot | Détails | Le statut officiel du blason reste à déterminer. |

## Politique et administration

### Administration municipale
Le nombre d'habitants au recensement de 2017 étant compris entre 500 habitants et 1 499 habitants, le nombre de membres du conseil municipal pour l'élection de 2020 est de quinze,.

### Rattachements administratifs et électoraux
Commune faisant partie de la communauté de communes Tarn et Dadou et du canton des Deux Rives (avant le redécoupage départemental de 2014, Parisot faisait partie de l'ex-canton de Lisle-sur-Tarn), et dépend du SCoT du « Vignoble Gaillacois, Bastides et Val Dadou ».

### Liste des maires
| Période                                  | Période  | Identité            | Étiquette | Qualité                                                           |
| ---------------------------------------- | -------- | ------------------- | --------- | ----------------------------------------------------------------- |
| 1808                                     | 1837     | Jean Pierre GAULHET |           | propriétaire cultivateur, sergent de la Garde Sédentaire          |
| 1900                                     | 1919     | Ernest Bounhiol     |           |                                                                   |
| 1919                                     | 1929     | Célestin Bounhiol   |           |                                                                   |
| 1929                                     | 1940     | Emile Bounhiol      |           |                                                                   |
| 1940                                     | 1947     | Jean-Paul Bounhiol  |           | Président la délégation spéciale                                  |
| 1947                                     | 1966     | Emile Bounhiol      |           |                                                                   |
| 1966                                     | 1983     | Aimé Escudie        |           |                                                                   |
| 1983                                     | 2001     | Yvon Valax          |           |                                                                   |
| mars 2001                                | En cours | Pascal Neel         |           | Ingénieur agronome Président de la CC Tarn et Dadou (2008 → 2016) |
| Les données manquantes sont à compléter. |          |                     |           |                                                                   |

## Population et société

### Démographie
L'évolution du nombre d'habitants est connue à travers les recensements de la population effectués dans la commune depuis 1793. Pour les communes de moins de 10 000 habitants, une enquête de recensement portant sur toute la population est réalisée tous les cinq ans, les populations de référence des années intermédiaires étant quant à elles estimées par interpolation ou extrapolation. Pour la commune, le premier recensement exhaustif entrant dans le cadre du nouveau dispositif a été réalisé en 2007.

En 2022, la commune comptait 1 009 habitants, en évolution de +5,21 % par rapport à 2016 (Tarn : +2,52 %, France hors Mayotte : +2,11 %).
| 1793 | 1800 | 1806 | 1821 | 1831  | 1836  | 1841  | 1846  | 1851  |
| ---- | ---- | ---- | ---- | ----- | ----- | ----- | ----- | ----- |
| 772  | 853  | 866  | 862  | 1 115 | 1 002 | 1 012 | 1 007 | 1 041 |

| 1856  | 1861  | 1866 | 1872 | 1876 | 1881 | 1886 | 1891 | 1896 |
| ----- | ----- | ---- | ---- | ---- | ---- | ---- | ---- | ---- |
| 1 049 | 1 030 | 992  | 948  | 984  | 939  | 938  | 879  | 804  |

| 1901 | 1906 | 1911 | 1921 | 1926 | 1931 | 1936 | 1946 | 1954 |
| ---- | ---- | ---- | ---- | ---- | ---- | ---- | ---- | ---- |
| 782  | 786  | 780  | 676  | 667  | 666  | 672  | 682  | 611  |

| 1962 | 1968 | 1975 | 1982 | 1990 | 1999 | 2006 | 2007 | 2012 |
| ---- | ---- | ---- | ---- | ---- | ---- | ---- | ---- | ---- |
| 590  | 537  | 502  | 522  | 508  | 562  | 706  | 727  | 951  |

| 2017 | 2022  | - | - | - | - | - | - | - |
| ---- | ----- | - | - | - | - | - | - | - |
| 959  | 1 009 | - | - | - | - | - | - | - |

| selon la population municipale des années : | 1968 | 1975 | 1982 | 1990 | 1999 | 2006 | 2009 | 2013 |
| Rang de la commune dans le département      | 85   | 108  | 104  | 111  | 110  | 94   | 81   | 77   |
| Nombre de communes du département           | 326  | 324  | 324  | 324  | 324  | 323  | 323  | 323  |

### Enseignement
Parisot fait partie de l'académie de Toulouse.
La commune possède une école primaire publique.

### Culture
- Médiathèque intercommunale.

### Activités sportives
Aire de jeux, courts de tennis, chasse, randonnée pédestre,

### Écologie et recyclage
La collecte et le traitement des déchets des ménages et des déchets assimilés ainsi que la protection et la mise en valeur de l'environnement se font dans le cadre de la Gaillac Graulhet Agglomération.

## Économie

### Revenus
En 2018, la commune compte 367 ménages fiscaux, regroupant 983 personnes. La médiane du revenu disponible par unité de consommation est de 22 890 € (20 400 € dans le département).

### Emploi
|                | 2008  | 2013  | 2018  |
| -------------- | ----- | ----- | ----- |
| Commune        | 5,3 % | 6,2 % | 7,2 % |
| Département    | 8,2 % | 9,9 % | 10 %  |
| France entière | 8,3 % | 10 %  | 10 %  |

En 2018, la population âgée de 15 à 64 ans s'élève à 598 personnes, parmi lesquelles on compte 82,3 % d'actifs (75,1 % ayant un emploi et 7,2 % de chômeurs) et 17,7 % d'inactifs,. Depuis 2008, le taux de chômage communal (au sens du recensement) des 15-64 ans est inférieur à celui de la France et du département.
La commune fait partie de la couronne de l'aire d'attraction de Toulouse, du fait qu'au moins 15 % des actifs travaillent dans le pôle,. Elle compte 139 emplois en 2018, contre 150 en 2013 et 131 en 2008. Le nombre d'actifs ayant un emploi résidant dans la commune est de 454, soit un indicateur de concentration d'emploi de 30,7 % et un taux d'activité parmi les 15 ans ou plus de 67,8 %.
Sur ces 454 actifs de 15 ans ou plus ayant un emploi, 85 travaillent dans la commune, soit 19 % des habitants. Pour se rendre au travail, 87 % des habitants utilisent un véhicule personnel ou de fonction à quatre roues, 4 % les transports en commun, 2,5 % s'y rendent en deux-roues, à vélo ou à pied et 6,6 % n'ont pas besoin de transport (travail au domicile).

### Activités hors agriculture

#### Secteurs d'activités
81 établissements sont implantés  à Parisot au 31 décembre 2019. Le tableau ci-dessous en détaille le nombre par secteur d'activité et compare les ratios avec ceux du département,.
| Secteur d'activité                                                                                        | Commune | Commune | Département |
| Secteur d'activité                                                                                        | Nombre  | %       | %           |
| --- | ------- | ------- | ----------- |
| Ensemble                                                                                                  | 81      |         |             |
| Industrie manufacturière, industries extractives et autres                                                | 16      | 19,8 %  | (13 %)      |
| Construction                                                                                              | 17      | 21 %    | (12,5 %)    |
| Commerce de gros et de détail, transports, hébergement et restauration                                    | 13      | 16 %    | (26,7 %)    |
| Information et communication                                                                              | 1       | 1,2 %   | (2,1 %)     |
| Activités immobilières                                                                                    | 2       | 2,5 %   | (4,2 %)     |
| Activités spécialisées, scientifiques et techniques et activités de services administratifs et de soutien | 15      | 18,5 %  | (13,8 %)    |
| Administration publique, enseignement, santé humaine et action sociale                                    | 11      | 13,6 %  | (15,5 %)    |
| Autres activités de services                                                                              | 6       | 7,4 %   | (9 %)       |

Le secteur de la construction est prépondérant sur la commune puisqu'il représente 21 % du nombre total d'établissements de la commune (17 sur les 81 entreprises implantées  à Parisot), contre 12,5 % au niveau départemental.

#### Entreprises et commerces
Les deux entreprises ayant leur siège social sur le territoire communal qui génèrent le plus de chiffre d'affaires en 2020 sont : 
- Dias Jose, travaux de maçonnerie générale et gros œuvre de bâtiment (565 k€)
- Charlott Projects, conseil pour les affaires et autres conseils de gestion (46 k€)

### Agriculture
La commune est dans le Gaillacois, une petite région agricole au sous-sol argilo-graveleux et/ou calcaire dédiée à la viticulture depuis plus de 2000 ans, située dans le centre-ouest du département du Tarn. En 2020, l'orientation technico-économique de l'agriculture  sur la commune est la polyculture et/ou le polyélevage. 
|               | 1988  | 2000  | 2010  | 2020  |
| ------------- | ----- | ----- | ----- | ----- |
| Exploitations | 67    | 41    | 31    | 30    |
| SAU (ha)      | 1 815 | 1 860 | 1 981 | 1 881 |

Le nombre d'exploitations agricoles en activité et ayant leur siège dans la commune est passé de 67 lors du recensement agricole de 1988  à 41 en 2000 puis à 31 en 2010 et enfin à 30 en 2020, soit une baisse de 55 % en 32 ans. Le même mouvement est observé à l'échelle du département qui a perdu pendant cette période 58 % de ses exploitations,. La surface agricole utilisée sur la commune a quant à elle augmenté, passant de 1 815 ha en 1988 à 1 881 ha en 2020. Parallèlement la surface agricole utilisée moyenne par exploitation a augmenté, passant de 27 à 63 ha.

## Culture locale et patrimoine

### Lieux et monuments

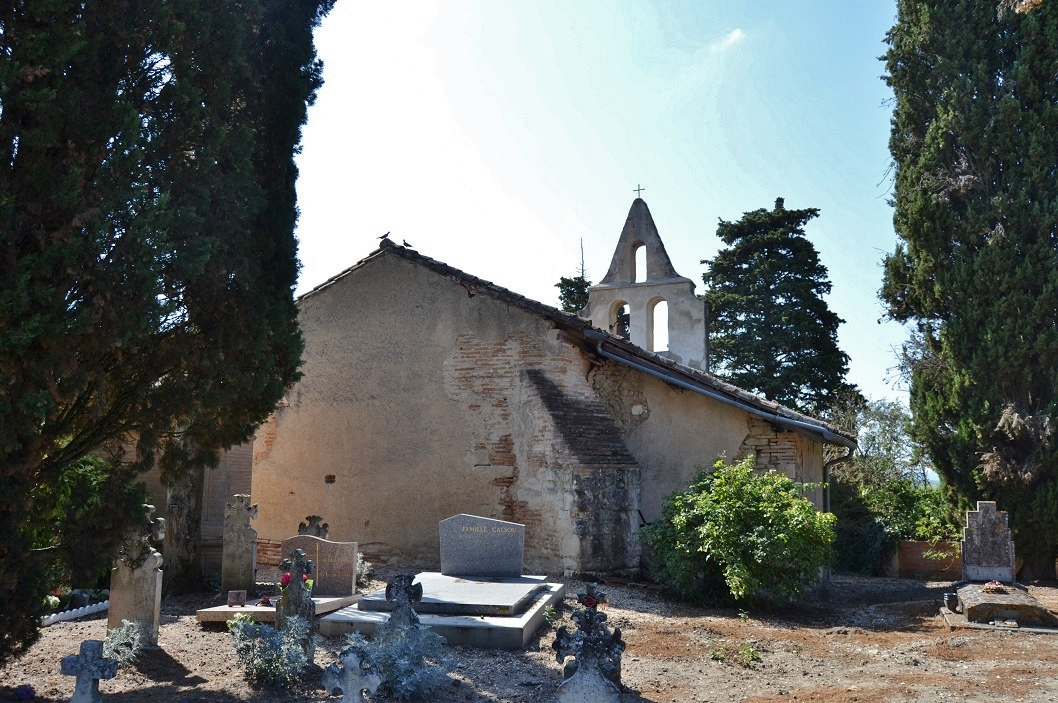
la chapelle Sainte-Sigolène.

- Chapelle Sainte-Sigolène de Parisot.
- Lavoir de la place du Lavoir.
- Sentiers de randonnées.
- Nombreuses croix et pigeonniers.

## Pour approfondir